# التعليم في إستونيا
 يعود تاريخ التعليم الرسمي في إستونيا إلى القرنين الثالث عشر والرابع عشر عندما تأسست أول المدارس الرهبانية والكاتدرائية. تم نشر أول كتاب تمهيدي في اللغة الإستونية عام 1575. أقدم جامعة هي جامعة تارتو التي أنشأها الملك السويدي غوستاف الثاني أدولف في عام 1632. في عام 1919 ، تم تدريس المناهج الجامعية لأول مرة باللغة الإستونية.
ينقسم تعليم اليوم في إستونيا إلى تعليم عام وتعليم مهني وتعليم لتنمية الهوايات والمهارات. يرتكز نظام التعليم في استونيا على أربعة مستويات تشمل التعليم ما قبل المدرسة والتعليم الأساسي والتعليم الثانوي والتعليم العالي. تم إنشاء شبكة واسعة من المدارس والمؤسسات التعليمية الداعمة. يتكون النظام التعليمي الإستوني من مؤسسات تعليمية تابعة للدولة، والبلدية، ومؤسسات عامة، ومؤسسات خاصة. يوجد حاليًا 589 مدرسة في إستونيا.
ينقسم التعليم العالي الأكاديمي في إستونيا إلى ثلاثة مستويات: مرحلة البكالوريوس، ومرحلة الماجستير، ومرحلة دراسة الدكتوراه. في بعض التخصصات (الدراسات الطبية الأساسية، والطب البيطري، والصيدلة، وطب الأسنان، والمهندس المعماري وبرنامج معلم الصف) يتم دمج مستويات البكالوريوس والماجستير في وحدة واحدة. وتعتبر شهادة البكالوريوس الممنوحة في عام 2002 وما قبلها معادلة لشهادة الماجستير الممنوحة بعد تنفيذ عملية كولونيا في 1 سبتمبر 2002. تتمتع الجامعات الإستونية العامة باستقلالية أكبر بكثير من مؤسسات التعليم العالي التطبيقية. فبالإضافة إلى إدارة الامور الأكاديمية للجامعة، يمكن للجامعات إنشاء مناهج جديدة، ووضع شروط القبول فيها، وتحديد الميزانية المالية، واعتماد خطط التطوير المناسبة، وانتخاب رئيس الجامعة، واتخاذ بعض القرارات في الأمور المتعلقة بالممتلكات. يوجد في إستونيا عدد متقارب من الجامعات العامة والخاصة. أكبر الجامعات الحكومية هي جامعة تارتو، جامعة تالين للتكنولوجيا، جامعة تالين، الجامعة الإستونية لعلوم الحياة، الأكاديمية الإستونية للفنون، الأكاديمية الإستونية للموسيقى والمسرح وأكبر جامعة خاصة هي الجامعة الدولية للتدريب.
الأكاديمية الإستونية للعلوم هي الأكاديمية الوطنية للعلوم في إستونيا. حيث بدأت صناعة تكنولوجيا المعلومات في إستونيا في أواخر الخمسينيات، عندما تم إنشاء أول مراكز للكمبيوتر في تارتو وتالين. وساهم المتخصصون الإستونيون في تطوير معايير هندسة البرمجيات لمختلف وزارات الاتحاد السوفياتي خلال الثمانينيات.
في أحدث تقرير لبرنامج تقييم الطلاب الدوليين (PISA) لعام 2015، احتل نظام التعليم في إستونيا المرتبة الثالثة في العالم والأفضل في أوروبا.

## فترة الحضانة في إستونيا
يتم تعليم الأطفال الذين تتراوح أعمارهم بين ثلاث إلى سبع سنوات في مؤسسات تعليمية خاصة لفترة الحضانة. الهدف الرئيسي من المراحل المبكرة من التعليم هو دعم أسرة الطفل من خلال تعزيز نمو الطفل ونموه من خلال مراعاة فرديته. يتم توفير مستلزمات التعليم في الحضانات من قبل السلطات المحلية بناء على طلب الآباء. تتبع مؤسسات الأطفال في مرحلة الحضانة المناهج الدراسية الحكومية المصممة خصيصًا لهذا الغرض. يمنح الأطفال الذين اجتازوا منهج الحضانة شهادة توثق تعلم الطفل لمتطلبات هذه المرحلة. سيقدم الوالدان هذه الشهادة إلى المدرسة حيث سيتم تسجيل الطفل لاحقا.

## التعليم الأساسي (الإبتدائي)
النظام التعليمي الإلزامي الأساسي في إستونيا هو الدراسة الأولية لمدة تسع سنوات («المدرسة الأساسية»)، والتي يعد الإلتحاق بها إلزاميًا (يُسمح بالتعليم المنزلي في حالات نادرة). يمثل التعليم الأساسي الحد الأدنى الإلزامي لمتطلبات التعليم العام، حيث يمكن إجتياز هذه المرحلة إما بالإلتحاق بالمدارس الإبتدائية (الصفوف من 1 إلى 6) ومن ثم المدارس الثانوية (الصفوف 7 إلى 9). أو من خلال الإلتحاق في المدارس الأساسية (الصفوف من 1 إلى 9).
تسمى الصفوف الثلاثة الأولى من المدرسة الإبتدائية بالـ (Algkool) في اللغة الإستونية. والتي يمكن ترجمتها على أنها «بداية المدرسة» أو «المدرسة الأولية». حيث أن البعض يخلط بينها وبين المدرسة الإبتدائية. حيث في بعض المناطق ذات الكثافة السكانية المنخفضة مثل القرى النائية، تعتبر «بداية المدرسة» هي المدرسة الوحيدة المتاحة لتدريس الأطفال. وعند إكمالها يدخل الطلاب المدرسة الإبتدائية في بلدة أكبر.
يتم تدريس التعليم الأساسي (الإبتدائي) من خلال المناهج الوطنية للمدارس الأساسية.
يتطلب التخرج من المدرسة الأساسية أن يتعلم الطالب المناهج على مستوى مقبول على الأقل، إلى جانب إجتياز ثلاثة إمتحانات للتخرج من المدرسة الأساسية. هذه الإمتحانات تتكون من اللغة الإستونية أو الإستونية كلغة ثانية، والرياضيات، وإمتحان في مادة من إختيار الطالب، وكذلك إكمال عمل أو مشروع إبداعي.
بعد التخرج من المدرسة الأساسية (الإبتدائية)، هناك عدد من الخيارات المتاحة لمواصلة المسار التعليمي. حيث توجد إمكانية للحصول على التعليم الثانوي العام في المدرسة الثانوية، إضافة يوجد إمكانية إكمال التعليم الثانوي المهني في بعض مؤسسات التعليم المهني.
يتم عادةً تقييم معارف ومهارات وكفاءة الطلاب على مقياس من خمس نقاط حيث تعبر الدرجة "5" على مستوى «ممتاز»، و "4" مستوى «جيد جدًا»، و "3" مستوى «جيد»، و "2" مستوى «مقبول»، و "1" مستوى «ضعيف». يمكن للمدارس إستخدام نظام تعليم مختلف حيث يستعمل نظام تقييم وصفي بدل نظام التقييم بواسطة الأرقام للصفوف من 1 إلى 3 أو 1 إلى 4.

## التعليم الثانوي
يعتمد التعليم الثانوي على التعليم الأساسي (الإبتدائي) وينقسم إلى التعليم الثانوي العام، الذي تقدمه المدارس الثانوية العليا. والتعليم الثانوي المهني، الذي تقدمه مؤسسات التعليم المهني. يشكل التعليم الثانوي العام مجموعة من المعارف والمهارات والكفاءات المنصوص عليها في المناهج الوطنية للمدارس الثانوية، والتي يعد الحصول عليها شرطًا مسبقًا لمزيد من الدراسات في الجامعات والمؤسسات التعليمية المهنية.
يتم الحصول على التعليم الثانوي العام في المدارس المطورة جيمنايزوم (في اللغة الاستونية gümnaasium)، وهي مدراس ثانوية متطورة. المدرسة الثانوية هي مدرسة تعليم عام، تبدأ الدراسة فيها بعد اجتياز المدرسة الأساسية ولها فترة دراسة اسمية مدتها ثلاث سنوات. المدارس الثانوية التي تتكون من سنوات من 1 إلى 12 (أي تستمر فترة الدراسة 12 سنة) سادت تاريخياً في إستونيا. يعتمد التعلم اليومي على المناهج الدراسية المعدة على أساس المناهج الوطنية للمدارس الثانوية.
تم تصميم المدارس الثانوية لمساعدة الطلاب على أن يصبحوا مواطنين مبدعين ومتعددي المواهب وناضجين اجتماعيًا وكفوئين لاكتشاف مجال العمل هو الأنسب لمصالحهم الفردية وقدراتهم لمواصلة مسارهم التعليمي المستقبلي. يتم ترتيب برنامج الدراسة في المدرسة الثانوية في دورات ومناهج إلزامية وطوعية.
يتطلب التخرج من المدرسة الثانوية أن يكمل الطالب منهجًا يتكون من 96 منهج دراسي على الأقل بمستوى مقبول كحد أدنى، إضافة إلى اجتياز اختبارات الدولة التي تتكون من اللغة الإستونية أو الإستونية كلغة ثانية، والرياضيات واختبار اللغة الأجنبية، واجتياز امتحان المدرسة الثانوية وكذلك إكمال ورقة بحثية للطلاب أو عمل عملي خلال فترة الدراسة بأكملها.
إن الحصول على التعليم الثانوي العام يخول الطلاب لمواصلة دراستهم في مؤسسة التعليم العالي أو للحصول على التعليم المهني.

## المناهج
المناهج الوطنية للمدارس الأساسية والثانوية هي التي تحدد معايير التعليم الثانوي الأساسي والعام. يتم تنفيذ المناهج الدراسية في جميع المدارس الأساسية والثانوية في إستونيا، بغض النظر عن الوضع القانوني للمدارس، ما لم ينص القانون على خلاف ذلك.
تتمحور المناهج الدراسية المصممة للمدارس الأساسية والثانوية حول مجموعات من المواد الدراسية. في المدارس الثانوية، يتم تقسيم المواد إلى مقررات تعليمية. يجب أن يشمل الحد الأدنى من المنهج الدراسي المطلوب للتخرج ما لا يقل عن 96 مقرر، مقسمة بين مقررات إلزامية واختيارية. تضع المناهج الدراسية الخاصة بالمواد الدراسية دعم لزيادة فرص الجمع بين المناهج الخاصة بمواضيع محددة ومتعددة التخصصات من خلال توظيف موضوعات المناهج المشتركة والمناهج الموحدة للتقييم.
المناهج الدولية وفقًا لقانون المدارس الأساسية والمدارس الثانوية، من الممكن إجراء دراسات في إستونيا باتباع المنهج الدراسي الذي تم إعداده تحت رعاية منظمة البكالوريا الدولية (IBO) أو النظام الأساسي للمدارس الأوروبية. في إستونيا، يتم توفير فرصة الدراسة وفقًا لمناهج IBO من قبل كلية تالين الإنجليزية، ومدرسة مينا هارما للتعليم الثانوي، ومدرسة اودنتس الخاصة، والمدرسة الدولية لإستونيا. النظام الأساسي للمدارس الأوروبية يمثل ميثاق الإدارة والتدريس في مدرسة تالين الأوروبية.
الدراسة على أساس مناهج IBO ترعاها الدولة ماديا في مدارس البلدية، وكلية تالين الإنجليزية ومدرسة مينا هارما الثانوية، في حين أنها في المدارس الخاصة تخضع لرسوم التعليم.

## التمويل
وفقًا لقانون المدارس الأساسية والمدارس الثانوية، يتم تغطية تكاليف إدارة المدرسة من قبل إدارة المدرسة. في معظم الحالات، إدارة المدرسة يعني الحكومات المحلية. حيث يُصرح للحكومات المحلية بإنشاء مدارس التعليم العام وإعادة ترتيبها وإغلاقها. وتراعي الحكومات المحلية عدد الأطفال المشمولين بالتعليم الإلزامي، وتضمن مراقبة الحضور المدرسي، وترتب ترتيبات النقل المدرسي وتوفير الوجبات المدرسية وتؤدي عددًا من الوظائف ذات الصلة.
يتم استخدام عدد الطلاب في المدارس المحلية لحساب مبلغ الإعانات الحكومية المخصصة من ميزانية الدولة للبلديات. يستخدم إعانة الدولة لتغطية نفقات رواتب المعلمين والضرائب الاجتماعية والتدريب والكتب المدرسية. كما تتاح إعانات مماثلة لمدارس التعليم العام الخاصة على النحو المنصوص عليه في قانون المدارس الخاصة. وبذلك، لا يمكن للدولة وضع إرشادات حول استخدام الأموال المخصصة للمدارس. للحكومة المحلية الصلاحية في تمويل المدارس بناءً على احتياجاتها الفعلية.

## روابط خارجية
- معلومات عن التعليم في إستونيا، منظمة التعاون والتنمية في الميدان الاقتصادي - تحتوي على مؤشرات ومعلومات حول إستونيا ومقارنتها مع دول منظمة التعاون الاقتصادي والتنمية والدول غير الأعضاء في منظمة التعاون الاقتصادي والتنمية
- رسم تخطيطي لنظام التعليم الإستوني، منظمة التعاون والتنمية في الميدان الاقتصادي - باستخدام تصنيف ISCED لعام 1997 للبرامج والأعمار النموذجية. أيضا بلغة البلد
- Gunda TIRE: «يؤمن الإستونيون بالتعليم، وكان هذا الاعتقاد ضروريًا لقرون» - مقابلة مع Gunda TIRE (مدير مشروع PISA الوطني) لمجلة قوقازية